# 二角形

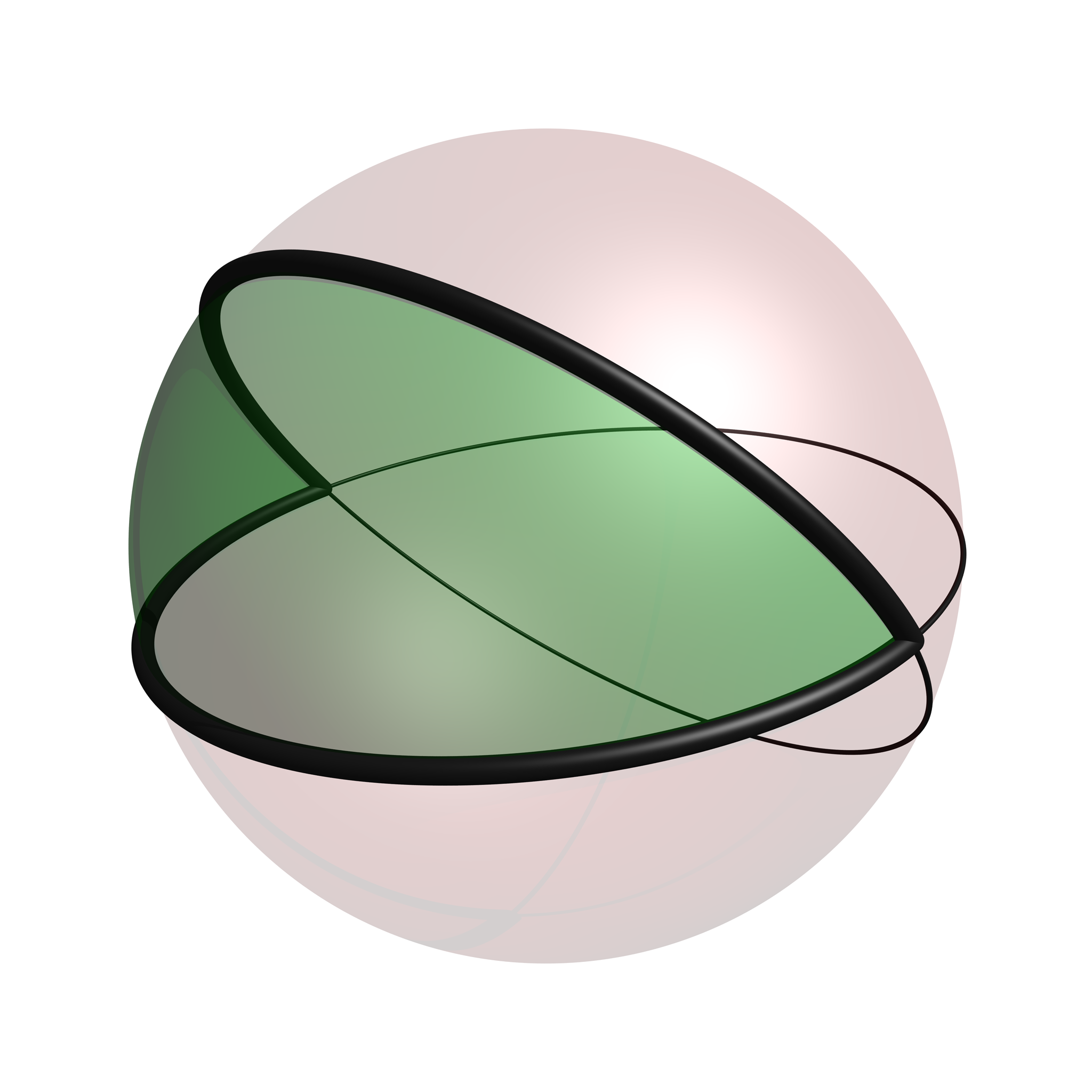
球面幾何上的二角形

二角形（英語：Digon）又稱二邊形是在幾何学中的一種多邊形。只有2條邊和2個頂點互相之間的連接的多邊形，可以在平面處繪出，但僅為兩條等長而互相重疊的線段，兩個頂點為線段之兩端，形成零度內角。因此，按定義，任何二角形必為正二角形。此外，二角形可以被認為是一般多面体架構的表面退化。